# Neundorf (Sankt Vith)
Neundorf ist ein Dorf in der Deutschsprachigen Gemeinschaft in Belgien und Ortsteil der Stadtgemeinde Sankt Vith. Neundorf zählt, einschließlich des Weilers Neubrück, 245 Einwohner (Angabe Stand 31. Dezember 2015).

## Geografie
Neundorf liegt rund drei Kilometer südwestlich der Kernstadt Sankt Vith. Die Umgebung des Dorfes ist durch landwirtschaftliches Grünland geprägt. Neundorf liegt unmittelbar an der ehemaligen Eisenbahnlinie Libramont–Sankt Vith, die im Nordosten des Dorfes über ein Viadukt führte, das noch heute die Umgebung prägt.

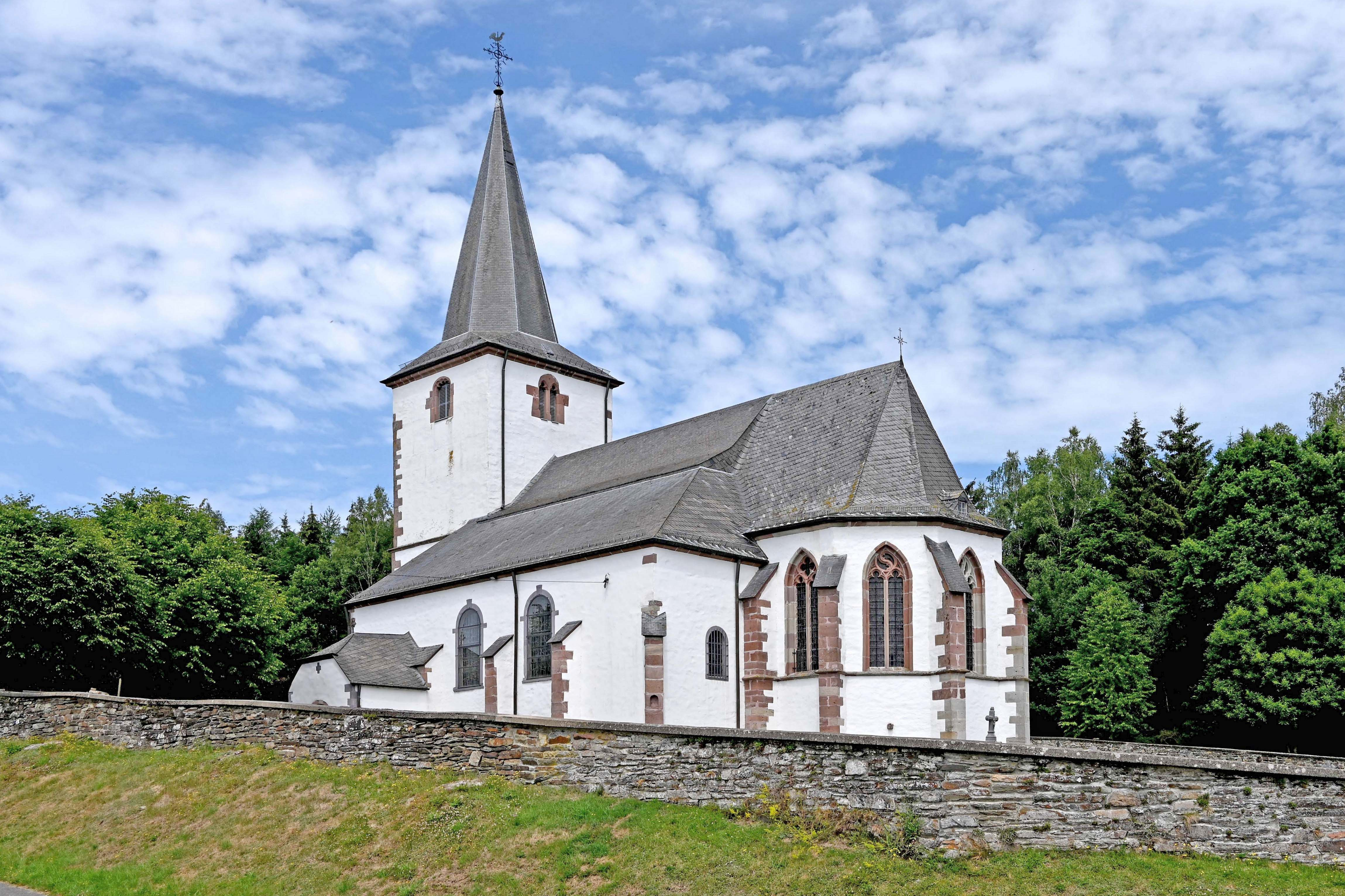
Mutter-Gottes-Kirche in Neundorf

## Geschichte
Neundorf wurde erstmals 888 als fränkischer Königshof Nova Villa genannt. 1797 wurden die benachbarten Dörfer Neundorf, Ober-Emmels, Nieder-Emmels, Hünningen, Rodt, Hinderhausen zur Gemeinde Crombach eingemeindet. Diese Gemeinde existierte bis zur belgischen Gebietsreform 1977, als die gesamte Region in der neuen Großgemeinde Sankt Vith zusammengeschlossen wurde. 

## Sehenswürdigkeiten

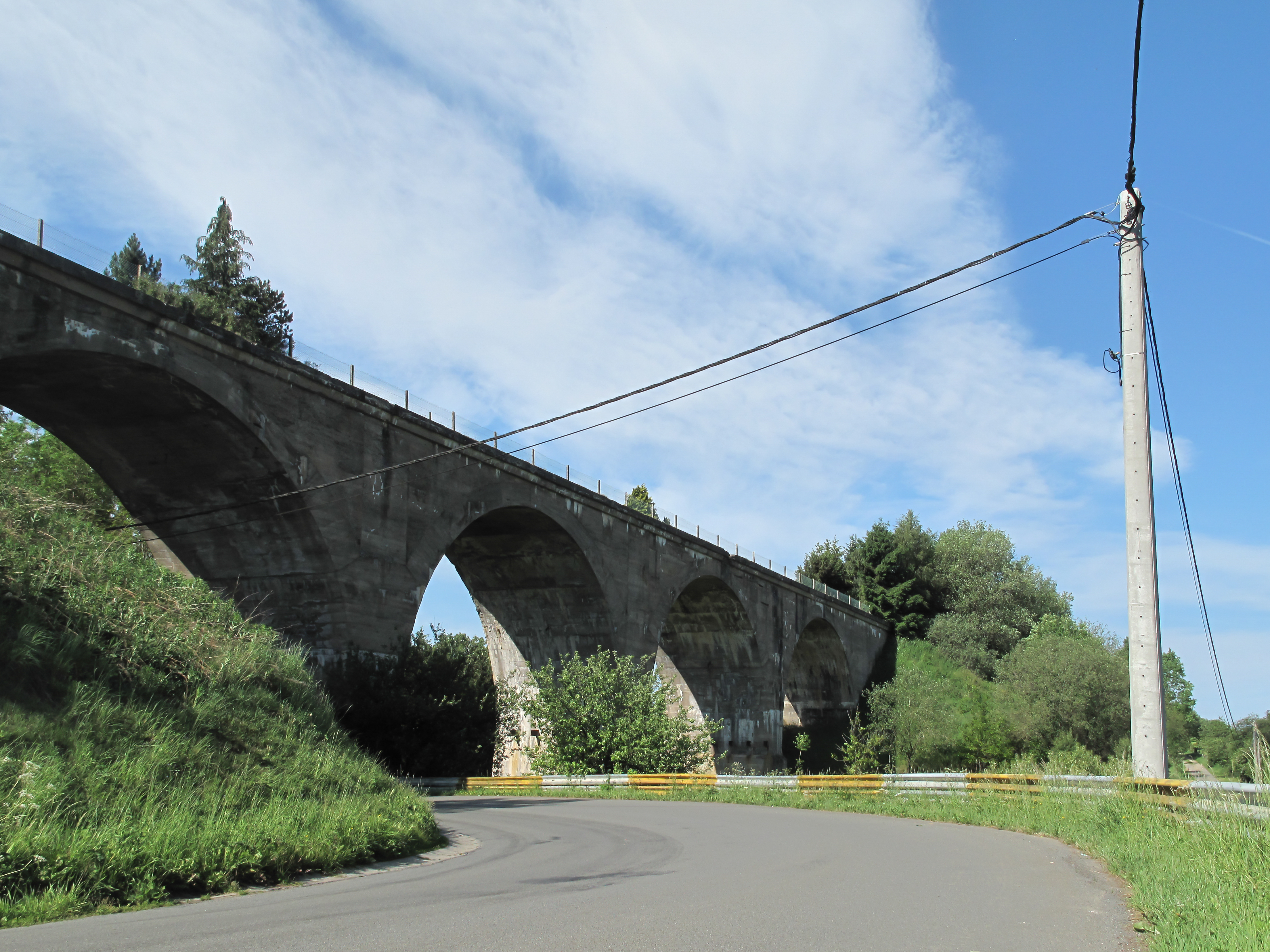
Viadukt der früheren Bahnlinie

Die  Mutter-Gottes-Kirche im Ortszentrum von Neundorf ist ein geschütztes Kulturdenkmal. Der erste Kirchbau von Neundorf stammte aus dem Jahre 1682, sie wurde etwa 1870 durch einen Neubau ersetzt und teilweise mit dem alten Inventar ausgestattet, so mit dem Barockaltar mit Holzfiguren von Heiligen, Holzstatuen der Madonna mit dem Kind und des hl. Willibrord. Die Glocke aus dem Jahre 1546 stammt ursprünglich aus der Pfarrkirche von Lommersweiler, sie hängt seit 1896 in Neundorf.